# Arbanitis dereki
Espèce
Synonymes
- Misgolas dereki Wishart, 1992

Arbanitis dereki est une espèce d'araignées mygalomorphes de la famille des Idiopidae.

## Distribution
Cette espèce est endémique de Nouvelle-Galles du Sud en Australie. Elle se rencontre de Farmeadow et Berry à Willowvale et Gerringong jusqu'à Kiama et Minnamurra Falls.

## Description
La carapace du mâle holotype mesure 7,12 mm de long sur 5,75 mm et l'abdomen 7,19 mm de long sur 4,28 mm et la carapace de la femelle paratype mesure 8,33 mm de long sur 6,19 mm et l'abdomen 12,00 mm de long sur 7,55 mm.

## Étymologie
Cette espèce est nommée en référence à Derek Wishart, le fils de Graham Wishart.

## Publication originale
- Wishart, 1992 : New species of the trapdoor spider genus Misgolas Karsch (Mygalomorphae: Idiopidae) with a review of the tube-building species. Records of the Australian Museum, vol. 44, no 3, p. 263-278 (texte intégral).